# Чучук Стана
Чучук Стана (серб. Чучук Стана; 1795—1849) — сербская женщина-гайдук, персонаж сербской эпической народной поэзии.

## Биография
Родилась в 1795 году в деревне Сиколе недалеко от города Неготин, Сербия, в семье мигрантов из Герцеговины. 
У нее было две сестры, Стойна и Стамена, а также брат Михайло. Все дети в детстве носили одежду мальчиков. Прозвище «чучук» (от турецкого küçük − маленький) Стана получила из-за своего невысокого роста. Она окончила школу в сербском городе Бела-Црква.
В 1812 году стана встретила гайдука Велько Петровича — одного из предводителей Первого сербского восстания, и стала жить вместе с ним, хотя у Велько одновременно была другая жена, с которой он не мог развестись без одобрения церкви. Стана воевала вместе с мужем с винтовкой в руках, была ранена. В 1813 году Велько Петрович был убит, и она уехала жить в сербский город Панчево.
Позже вышла замуж за греческого военного, полковника русской армии, героя-революционера и участника Греческой революции — Георгакиса Олимпиоса, с которым переехала в Валахию, а затем в Бухарест. Георгакис погиб в бою у монастыря Секку, на этот момент Стана была беременна и на руках у неё было уже двое детей от Георгакиса: Милан и Александр; дочь Ефросинья родилась после смерти отца. Ради безопасности детей Стана переехала с ними в город Хотин, Российская империя, где укрылись многие другие участники сербской революции.
После освобождения Греции Чучук Стана с детьми переехала в Афины, где получила небольшую государственную пенсию в качестве вдовы героя Греции Георгакиса Олимпиоса.
Умерла в 1849 году (по другим данным в 1850 году), могила не сохранилась.

## Память
- О жизни Станы Чучук в 1907 году была написана музыкальная пьеса, автор музыки — сербский композитор Стеван Христич.
- В 1972 году по этой пьесе был снят художественный фильм «Чучук Стана», в котором роль Станы Чучук сыграла сербская актриса Светлана Бойкович.[1]
- Книга о жизни Станы Кучук — «Čučuk Stana, 1795-1849 - žena Hajduk Veljka i grčkog narodnog heroja Georgakisa Olimpiosa» Душица Стойковича (Dušica Popović Stojković) была опубликована в 1981 году.[2][3]
- В 2017 году Слободан Станишич (Slobodan Stanisic) издал о ней книгу «Čučuk Stana devojka sa sto megdana».[4]